# Административное деление Белиза

Административное деление Белиза

Территория Белиза делится на 6 округов (англ. district).
| №     | Округ       | Админист- ративный центр | Территория, км² | Население, чел. (2010) | Плотность, чел./км² | Двухбуквенная аббревиатура | Трёхбуквенная аббревиатура |
| ----- | ----------- | ------------------------ | --------------- | ---------------------- | ------------------- | -------------------------- | -------------------------- |
| 1     | Белиз       | Белиз                    | 4307            | 89 247                 | 20,72               | BZ                         | BZD                        |
| 2     | Кайо        | Сан-Игнасио              | 5196            | 72 899                 | 14,03               | CY                         | CYO                        |
| 3     | Коросаль    | Коросаль                 | 1860            | 40 354                 | 21,70               | CZ                         | CZL                        |
| 4     | Ориндж-Уолк | Ориндж-Уолк              | 4636            | 45 419                 | 9,80                | OW                         | OWK                        |
| 5     | Станн-Крик  | Дангрига                 | 2554            | 32 166                 | 12,59               | SC                         | SCK                        |
| 6     | Толедо      | Пунта-Горда              | 4413            | 30 538                 | 6,92                | TO                         | TOL                        |
| Всего | Всего       |                          | 22 966          | 312 698                | 13,62               |                            |                            |